# Копейг (Нью-Йорк)
Копейг (англ. Copiague) — переписна місцевість (CDP) в США, в окрузі Саффолк штату Нью-Йорк. Населення — 23 429 осіб (2020).

## Географія
Копейг розташований за координатами 40°40′19″ пн. ш. 73°23′38″ зх. д. / 40.67194° пн. ш. 73.39389° зх. д. (40.671987, -73.393860).  За даними Бюро перепису населення США в 2010 році переписна місцевість мала площу 8,41 км², з яких 8,34 км² — суходіл та 0,07 км² — водойми.

## Демографія
Згідно з переписом 2010 року, у переписній місцевості мешкали 22 993 особи в 7535 домогосподарствах у складі 5393 родин. Густота населення становила 2734 особи/км².  Було 7919 помешкань (942/км²).
Расовий склад населення:
| - 73,5 % — білих - 7,6 % — чорних або афроамериканців - 2,2 % — азіатів - 0,3 % — корінних американців - 13,0 % — осіб інших рас |

До двох чи більше рас належало 3,5 %. Частка іспаномовних становила 32,7 % від усіх жителів.
За віковим діапазоном населення розподілялося таким чином: 21,2 % — особи молодші 18 років, 67,1 % — особи у віці 18—64 років, 11,7 % — особи у віці 65 років та старші. Медіана віку мешканця становила 38,4 року. На 100 осіб жіночої статі у переписній місцевості припадало 99,2 чоловіків;  на 100 жінок у віці від 18 років та старших — 97,6 чоловіків також старших 18 років.
Середній дохід на одне домашнє господарство  становив 81 201 долар США (медіана — 66 161), а середній дохід на одну сім'ю — 89 716 доларів (медіана — 73 757). Медіана доходів становила 42 000 доларів для чоловіків та 42 171 долар для жінок. За межею бідності перебувало 7,5 % осіб, у тому числі 7,9 % дітей у віці до 18 років та 6,1 % осіб у віці 65 років та старших.
Цивільне працевлаштоване населення становило 11 716 осіб. Основні галузі зайнятості: освіта, охорона здоров'я та соціальна допомога — 19,6 %, роздрібна торгівля — 14,1 %, виробництво — 11,6 %, мистецтво, розваги та відпочинок — 11,0 %.